# Paolo Orsi
Pietro Paolo Giorgio Orsi (Rovereto, 17 ottobre 1859 – Rovereto, 8 novembre 1935) è stato un archeologo italiano.
Si dedicò prevalentemente all'esplorazione e alla ricerca archeologica in Sicilia e in Calabria.

## Biografia e carriera

### Formazione
Nacque a Rovereto, città al tempo facente parte dell'Impero austro-ungarico, e questo favorì i suoi legami culturali con la Mitteleuropa. Fratello di Osvaldo, tra il 1869 e il 1877 frequentò l'Imperial Regio Ginnasio di Rovereto. Nel 1875, ancora sedicenne, come assistente di archeologia ed entomologia, entra a far parte della Società Museo Civico della sua città, mentre nel 1880 diverrà conservatore per la Sezione Archeologica e Numismatica, carica mantenuta sino alla sua morte.

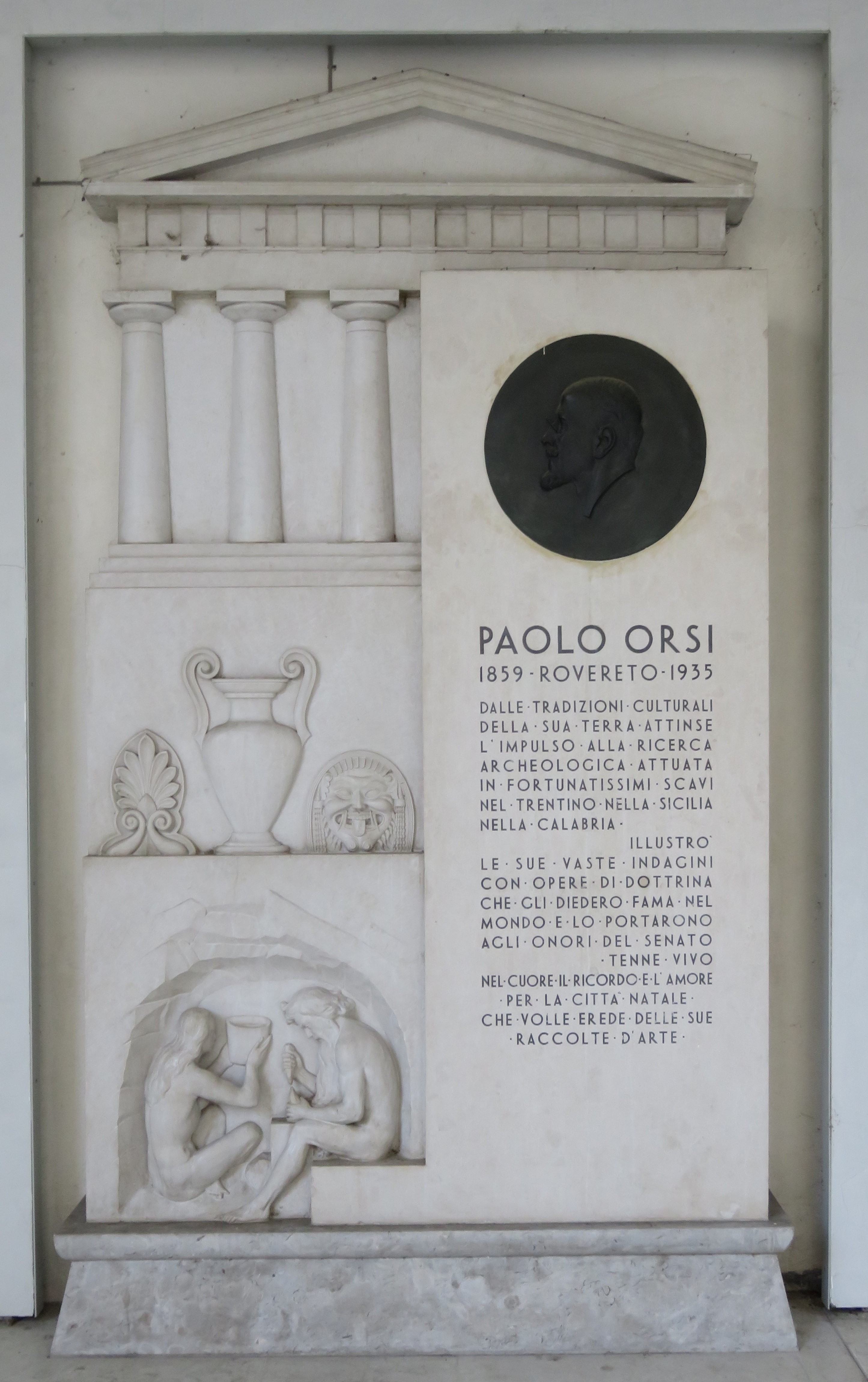
Monumento a Paolo Orsi nel
portico di palazzo Alberti Poja a Rovereto.

Nel 1877 intraprese gli studi umanistici presso l'Università di Padova, alla Facoltà di Lettere. Fra il 1878 e il 1879 si trasferì a Vienna per seguire corsi di storia antica e archeologia. Nel 1881 frequenta anche il corso di paleontologia all'Università di Roma, seguendo le lezioni di Luigi Pigorini. Nel 1882 si laurea in lettere a Padova. Nel 1884 chiede e ottiene la cittadinanza italiana.
Dopo un breve periodo di insegnamento al liceo di Alatri in provincia di Roma, nel gennaio del 1884 entrò nella Direzione Generale delle antichità e delle belle arti del Ministero della Pubblica Istruzione (DG Fiorelli) e, tra il 1885 e il 1888, lavora come vice-bibliotecario alla Biblioteca nazionale centrale di Firenze.
Dal 1888 inizia la sua carriera in Sicilia, presso il Museo Archeologico di Siracusa.

### Prime ricerche
L'attività di ricerca di Paolo Orsi inizia già nella seconda metà degli anni settanta dell'Ottocento ed è orientata soprattutto verso l'antichità classica e la numismatica. Fortunato Zeni, uno dei fondatori del Museo civico di Rovereto, è il suo primo ispiratore e maestro. Presso lo stesso museo e presso la Biblioteca civica Girolamo Tartarotti di Rovereto si conservano i suoi primi appunti, che riportano meticolosamente tutte le prime esplorazioni e i suoi studi. Il suo primo lavoro, dedicato alle iscrizioni di epoca romana del Trentino, viene pubblicato quando aveva solo 19 anni.
Le sue prime ricerche sul campo si svolsero tra il 1881 e il 1883 in Trentino. Dopo gli studi romani con il professor Pigorini, Orsi inizia a dedicarsi soprattutto alla paletnologia e i suoi primi scavi, con i quali introduce i primi concetti di stratigrafia archeologica anche in regione, riguardano tre siti preistorici, da lui individuati grazie ad approfondite e capillari ricerche di superficie. Si tratta della Grotta del Colombo di Mori (età del Bronzo Antico), della Busa dell’Adamo di Lizzana (Mesolitico-Neolitico) e di Castel Tierno di Mori (età del Bronzo). A tali interventi fecero prontamente seguito anche le relative pubblicazioni degli scavi.

### Lavori in Sicilia e in Calabria

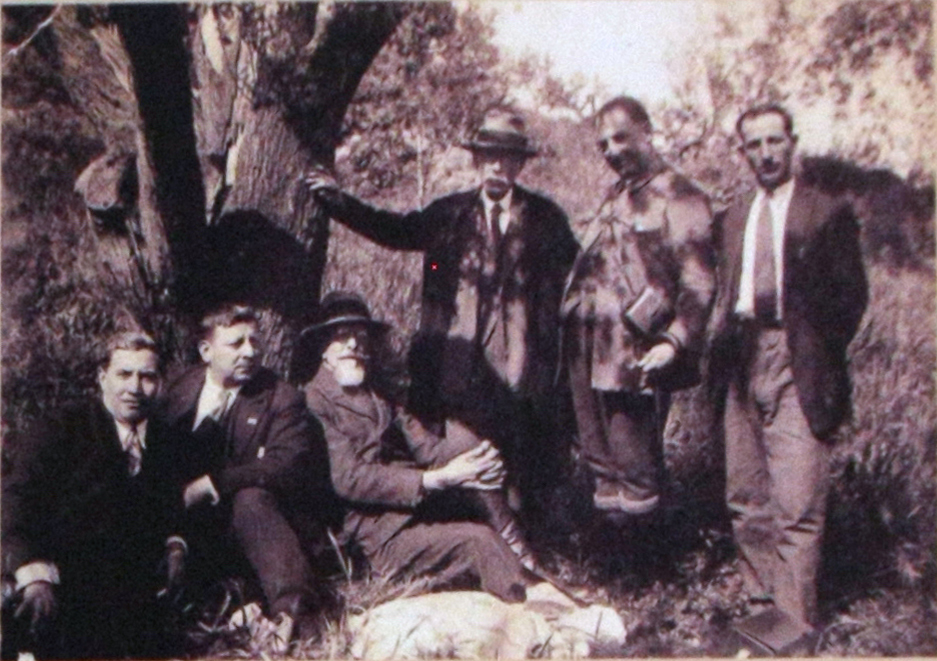
Area del Castellaccio presso Lentini: nel gruppo, Orsi, R. Carta e R. Santapaola

Non avendo superato il concorso per la cattedra di archeologia all'Università di Roma, rimase nei ruoli della pubblica amministrazione, vincendo poi il concorso di ispettore di III classe degli scavi e dei Musei a Siracusa, dove venne inviato nel 1888 sotto la direzione dell'ormai anziano Francesco Saverio Cavallari. Qui, il territorio era sostanzialmente inesplorato e Orsi, forte delle esperienze acquisite, iniziò le sue indagini archeologiche fin dal 1889. Tra il 1892 e il 1895 scavò e pubblico i materiali delle necropoli di Siracusa del Fusco di Canalicchio ecc. E si dedicò allo studio della preistoria con attenzione ai luoghi e alle origini dei Sicani, dei Siculi e degli Itali nonché ai centri dell'età del Bronzo, fra cui Thapsos, e delle colonie greche, quali Naxos e Megara Hyblaea sulle quali scrisse una sua monografia nel 1890 edita dalla Reale Accademia dei Lincei. Negli stessi anni eseguì delle ricerche in Calabria, in particolare a Locri, affiancando il direttore dell'Istituto Germanico di Roma Eugen Petersen e portando in luce il tempio di contrada Marasà e il gruppo marmoreo dei Dioscuri (in esposizione ora presso il Museo Archeologico di Reggio Calabria).
Nel 1891 subentrò al Cavallari nella direzione del Museo archeologico di Siracusa, dove si dedicò ad ampliare le sale e a incrementare le collezioni, oltre che all'inventario dei materiali posseduti.
Nel lavoro sui monti Iblei e la relativa valle che porta al mare, nel ragusano, scoprì ( a Camarina con l'assistenza di Biagio Pace) templi, necropoli, mura, palazzi, monete presso Pantalica, Melilli, Stentinello, Castelluccio, Plemmirio, Cozzo Pantano, Thapsos, Branco Grande e Cassibile. Proseguì inoltre lo studio di Megara Hyblaea e le ricerche a Naxos.
Esplorò quindi i vari complessi catacombali e le chiese bizantine, cristiane e giudaiche, fornendo una particolare interpretazione dell'architettura della Basilica di San Foca di Priolo. Nel 1896 avviò lo scavo di Camarina, nel 1889 avviò le indagini su Akrai, identificando Eloro, indi riportò alla luce l'antica città di Casmene. Si interessò anche di Terravecchia presso Grammichele (1890) e Ibla (1892).
Fu Commissario del Museo Nazionale di Napoli per un breve periodo (1900 - 1901), lasciando però un'impronta indelebile. Infatti, gettò le basi per il riordinamento globale dell'Istituto (realizzato poi dal successivo direttore Ettore Pais), individuando dieci grandi raccolte di materiali.
Proseguì quindi le ricerche su Camarina, poi Gela, pubblicando relativi saggi fra il 1904 e il 1906. Individuò il centro indigeno di Monte San Mauro a Caltagirone, quindi compì ulteriori scavi su Monte Bubbonia a Mazzarino, presso Centuripe e Licodia Eubea.
Fu socio dell'Accademia nazionale dei Lincei.
Nel 1907 ricevette l'incarico di organizzare la Soprintendenza alle antichità della Calabria con sede a Reggio Calabria nonché contribuì alla nascita del grande Museo Nazionale della Magna Grecia; in particolare, lavorò a Reggio, a Locri, a Crotone, a Sibari, a San Giorgio Morgeto e a Rosarno, dove continuò lo studio sulla Magna Grecia. Scoprì città, un tempio ionico, antiche mura e i siti di Medma, Krimisa e Kaulon. Scavò per diversi anni a Monteleone di Calabria (l'attuale Vibo Valentia), dove portò alla luce le celebri mura greche di Hipponion. Nel 1908 individuò il Persephoneion a Locri, dove eseguì ulteriori indagini nei dintorni. Promosse anche l'apertura di un locale museo civico nel 1914. Tra il 1917 e il 1921 scavò a Megara Hyblaea e in quegli anni identificò Morgantina.
Fu tra i fondatori della Società Italiana di Archeologia nel 1909. Nel 1920 fondò, con Umberto Zanotti Bianco, la "Società Magna Grecia" destinata a raccogliere fondi per gli scavi, e grazie ai quali poté scoprire un tempio ionico a Hipponion ed esplorare una necropoli a Torre Galli. Nel 1931, Orsi e Zanotti Bianco fondarono la rivista «Archivio storico per la Calabria e la Lucania».

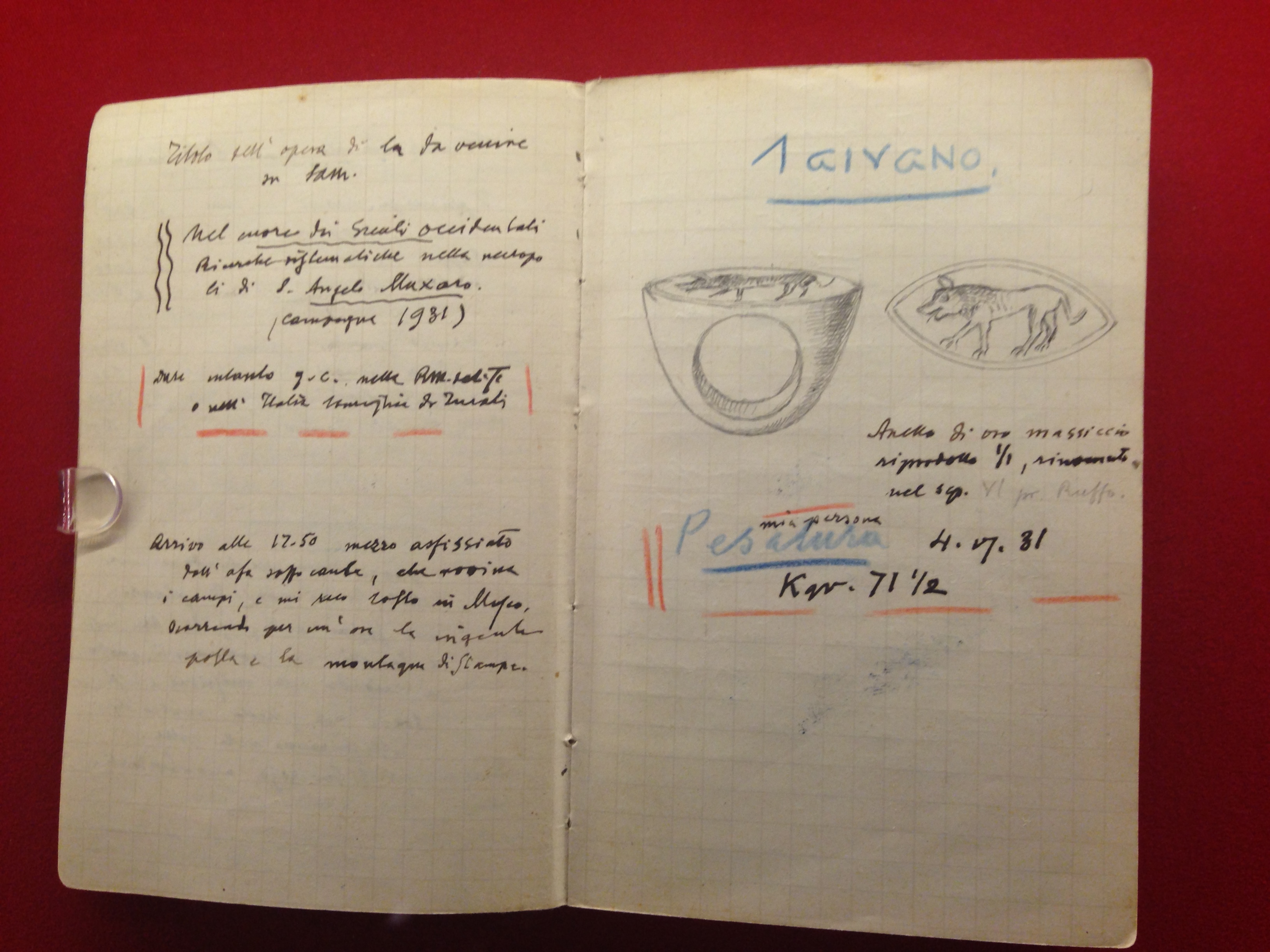
Taccuino di lavoro N. 149 di Paolo Orsi, datato 1º giugno 1931 (scavi di Sant'Angelo Muxaro)

Nel 1907 a seguito del regio decreto che istituiva le Soprintendenze ebbe formalizzata la nomina a Soprintendente per la Sicilia Orientale con sede a Siracusa e competente per le attuali province di Caltanissetta, Enna, Ragusa, Siracusa, Catania e, dopo la morte di A. Salinas (1914), dal 1915 ebbe l'incarico anche per la provincia di Messina. L'incarico fu reiterato nel 1923: con Regio Decreto gli venne affidata la direzione della Sovrintendenza alle antichità della Sicilia orientale con sede a Siracusa. Mantenne il doppio incarico anche in Calabria fino alla nomina di un nuovo Soprintendente per la Calabria nel 1924, indi si concentrò nell'attività in Sicilia, rifiutando anche la nomina ad una cattedra universitaria. Sempre nel 1924 fu nominato, su proposta di Ettore Tolomei, senatore del Regno d'Italia adoperandosi in favore dell'archeologica e della ricerca di fondi.

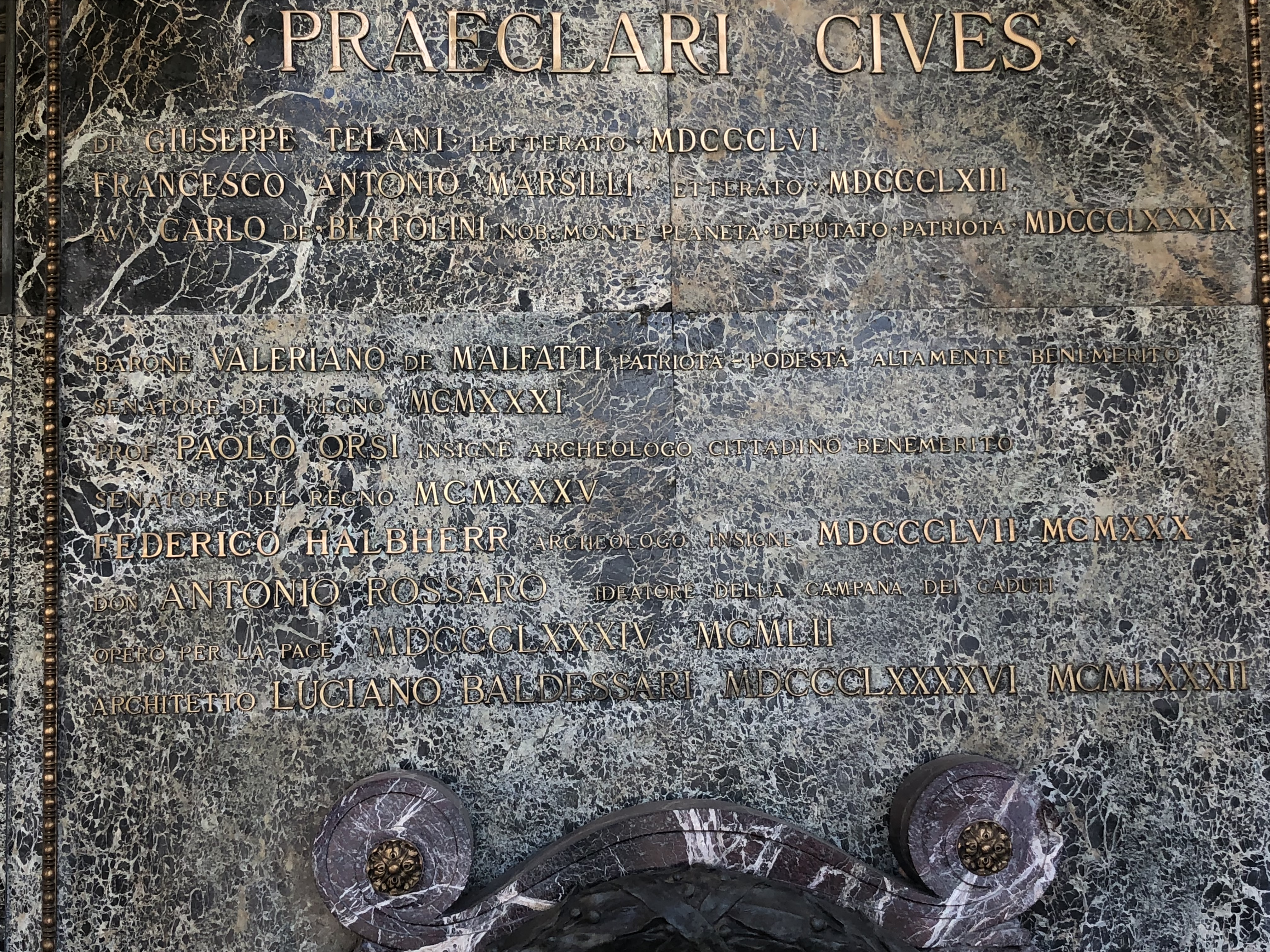
Tomba di Paolo Orsi, fra quelle di altri uomini illustri di Rovereto

Scrisse oltre 300 lavori di fondamentale importanza, che lo portarono a vincere il Gran Premio di Archeologia dell'Accademia dei Lincei. La sua bibliografia fu ricca di opere e di temi, dalla preistoria all'età medievale, con grande attenzione alla Sicilia Orientale e alla Calabria, oltreché al territorio di Rovereto, delle Alpi e dell'Alto Adige.
Restò anche dopo il pensionamento a lavorare a Siracusa, per l'ordinamento del museo aretuseo che oggi porta il suo nome, fin quando, nel 1932, l'incarico alla Sovrintendenza passò a Giuseppe Cultrera. Lasciò Siracusa nell'autunno del 1934, per tornare a Rovereto dove morì l'8 novembre del 1935.

## Riconoscimenti

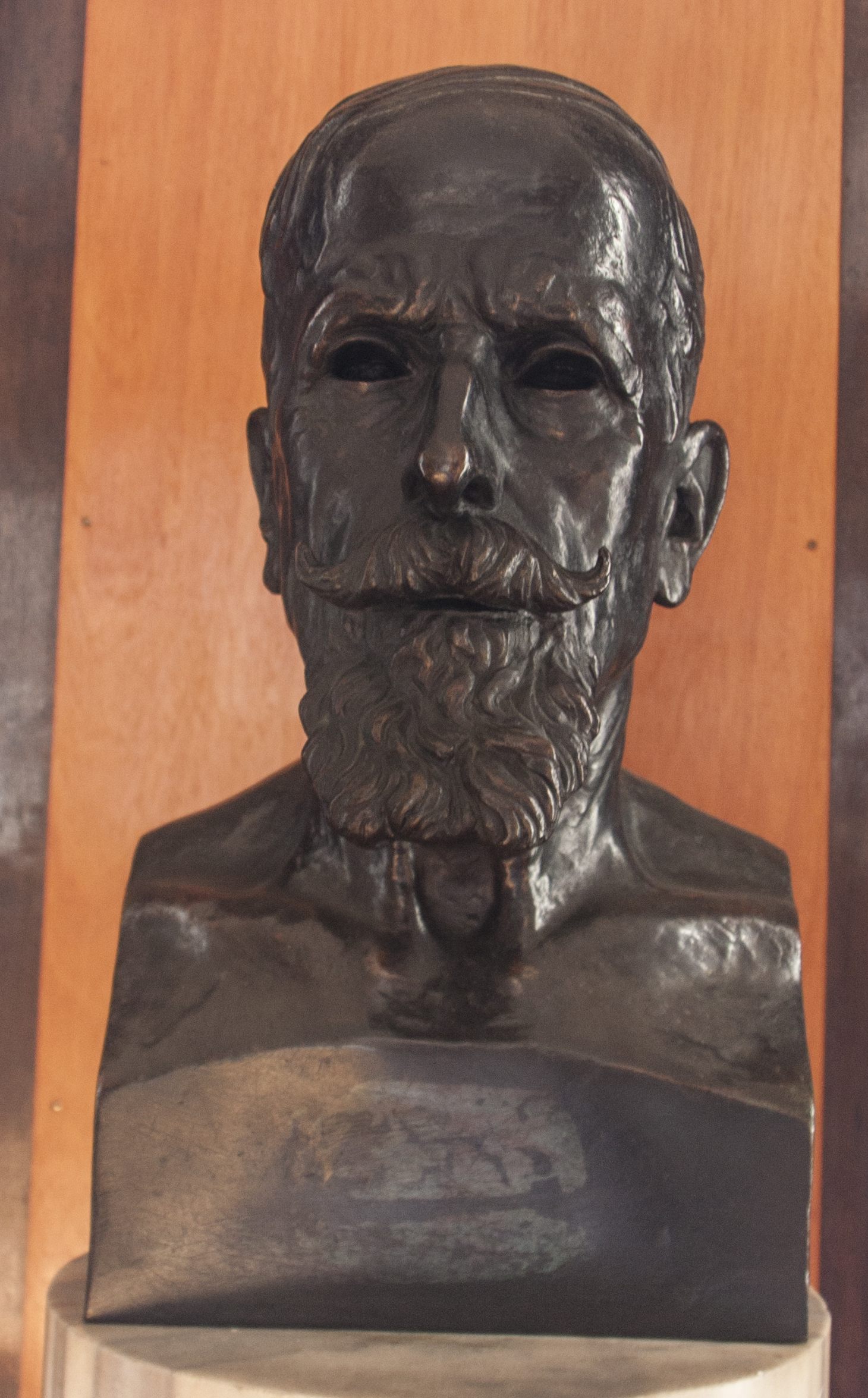
Busto di Paolo Orsi presso la biblioteca della Sovrintendenza ai Beni Archeologici di Siracusa

L'annuale Rassegna del internazionale del cinema archeologico, ha avuto inizio nel 1990 in occasione di un importante convegno dedicato a Paolo Orsi. La rassegna, organizzata dalla Fondazione Museo Civico di Rovereto, oggi si chiama RAM film festival (Rovereto Archeologia Memorie) e assegna un premio biennale in denaro dedicato a Paolo Orsi al miglior film archeologico valutato da un'apposita commissione di esperti.
Il Museo archeologico di Siracusa, a lui intitolato, e il Museo archeologico nazionale della Magna Grecia di Reggio Calabria, contengono tra l'altro una grandissima quantità di reperti risalenti a un periodo che va dalla preistoria sino al periodo greco, provenienti da ritrovamenti di tutto il territorio della Sicilia e della Calabria.

Per descrivere la figura di Paolo Orsi, possiamo riportare quanto scrisse di lui, un anno dopo la sua morte, l'amico marchese Enrico Gagliardi, anch'egli archeologo, che ospitò Orsi nei suoi soggiorni a Monteleone di Calabria (oggi Vibo Valentia): 
La sua vita austera, d'una semplicità francescana, che rifuggiva dagli onori e da ogni teatrale popolarità, gli ha permesso di operare in silenzio in luoghi disagiati. Dovunque Egli è passato, ha lasciato un'orma profonda; perché niente sfuggiva al suo sguardo, alla sua acuta osservazione; i suoi studi si concentravano subito in limpide e fondamentali pubblicazioni che hanno illustrato intere regioni e periodi oscurissimi, mai prima di lui tentati, e da lui fatti rivivere e resi eloquenti dopo millenni di silenzio.»
(Enrico Gagliardi, Quaderno della rivista "Trentino", Trento, Anno 1936, Volume XIV, Fascicolo 8.)

### Nella cultura di massa
Paolo Orsi compare nel romanzo di Carmine Abate, vincitore del Premio Campiello 2012, La collina del vento (Mondadori).
Nel romanzo breve di Giuseppe Tomasi di Lampedusa La sirena, il senatore La Ciura cita Paolo Orsi come archeologo di Siracusa; tuttavia, egli potrebbe anche essere stato da ispirazione per lo stesso personaggio di La Ciura.{{https://www.innt.it/innt/article/download/571/513}}
La Fondazione Museo Civico di Rovereto ha realizzato il documentario Paolo Orsi. La meravigliosa avventura dedicato alla vita dell'archeologo.

## Elenco degli scavi e delle scoperte
- 1881-1883 - Colombo a Mori, la Busa dell'Adamo e Castel Tierno nel Trentino;
- 1889 - Akrai e Eloro
- 1890 - Terravecchia di Grammichele
- 1892 - Ibla
- 1893 - Naxos
- 1896 - Camarina
- 1899-1903 - Camarina
- 1900-1905 - Gela
- 1902 - Licodia Eubea
- 1903-1905 - Monte San Mauro (Caltagirone)
- 1905 - Branco Grande
- 1904-1906 - Monte Bubbonia (Mazzarino)
- 1906-1908 - Camarina (necropoli di Passo Marinaro)
- 1908 - Locri (Persephoreion)
- 1910 - Crotone
- 1910-1915 - Messina
- 1912 - Identificazione di Hipponion e Medma (Calabria)
- 1913-1915 - Kaulonia
- 1916-1917 - Catania
- 1917-1921 - Megara Hyblaea
- 1928 - Lipari, necropoli di contrada Diana
- 1928-1930 - Monte Casale (Casmene)
- 1929 - Piazza Armerina
- 1930 - Leontinoi
- 1931-1932 - Sant'Angelo Muxaro